# Centaurea vichrenensis
Centaurea vichrenensis — вид квіткових рослин родини айстрових (Asteraceae). Ареал: Болгарія (Пірінські гори).